# باريز تي
باريز تي Barry's Tea شركة شاي أيرلندية، مقرها مدينة كوك في  أيرلندا.
أسسها جيمس باري في مدينة كوك في عام 1901.
بدأت بتجارة الشاي من محل في شارع برنس حتى ستينات القرن العشرين. ثم توسعت الشركة في تجارة الجملة والتوزيع.
وفي منتصف الثمانينات تحولت إلى ماركة قومية في أيرلندا. ووفق الموقع الرسمي فهي تملك حصة 38% من حجم سوق الشاي في أيرلندا.
وتتوافر منتجاتها في العديد من البلاد الأخرى مثل كندا، أستراليا، فرنسا، لوكسبورغ، الولايات المتحدة، حيث تنتشر بين الجاليات الأيرلندية المهاجرة.